# (8541) Schalkenmehren
(8541) Schalkenmehren est un astéroïde de la ceinture principale.

## Description
(8541) Schalkenmehren est un astéroïde de la ceinture principale. Il fut découvert le 9 octobre 1993 à La Silla par Eric Walter Elst. Il présente une orbite caractérisée par un demi-grand axe de 2,18 UA, une excentricité de 0,05 et une inclinaison de 2,8° par rapport à l'écliptique.

## Compléments